# In supremo apostolatus
In Supremo Apostolatus je papeška bula, ki jo je napisal papež Gregor XVI. 3. decembra 1839.
V buli je papež obsodil in prepovedal sužnjelastništvo in trgovino s sužnji.